# Илиница
Илиница (болг. Илиница) — село в Болгарии. Находится в Кырджалийской области, входит в общину Кырджали. Население составляет 28 человек.
В окрестностях села расположена одна из главных достопримечательностей общины — пещера Утробата, древнее фракийское святилище.

## Политическая ситуация
В местном кметстве Голяма-Бара, в состав которого входит Илиница, должность кмета (старосты) исполняет Мустафа Осман Мустафа (Движение за права и свободы (ДПС)) по результатам выборов.
Кмет (мэр) общины Кырджали — Хасан Азис (Движение за права и свободы (ДПС)) по результатам выборов.